# Береговая служба флота
Берегова́я слу́жба фло́та — военная служба, которую личный состав военно-морского флота (ВМФ) несёт на берегу.

## Береговая служба в России

### Российская империя
В Российском императорском флоте военная служба разделялась на две отрасли:
- служба судовых команд, составляющих вместе с кораблями морскую вооружённую силу;
- служба береговая, необходимая для обслуживания береговых учреждений, предназначенных для постройки, ремонта и снабжения флота.

При основании и совершенствовании русского флота Пётр Великий образовал два рода морских команд:
- судовые команды, находившиеся всегда в ведении судовых командиров (по нынешней терминологии командиров кораблей), независимо от того, находится корабль в плавании или нет;
- береговые команды различных назначений:
  - адмиралтейские батальоны,
  - роты морских и адмиралтейских служителей,
  - служители на заводах, верфях, в портах, госпиталях и т. п.

Такая организация совершенно соответствовала сущности морской вооружённой силы, так как судовая команда всегда представляла собой цельную боевую часть, находилась в ведении судовых чинов и береговой службы не несла.
В 1816 году произведено полное переформирование морских команд. Команды нескольких судов были сведены в один экипаж. Все экипажи приведены к одной организационно-штатной структуре (ОШС) в составе 8 рот, в них заведено береговое хозяйство, так же учреждены хозяйственные нестроевые роты.

### СССР
К воинским частям и службам ВМФ СССР, выполнявшим свои обязанности на берегу, обычно относили:
- части береговых ракетно-артиллерийских войск (БРАВ) и морской пехоты[Коммент. 1];
- специальные части и службы боевого обеспечения флота (части наблюдения, оповещения и связи и т. д.);
- специальные части и службы технического и тылового обеспечения флота.